# Twitterfilerna

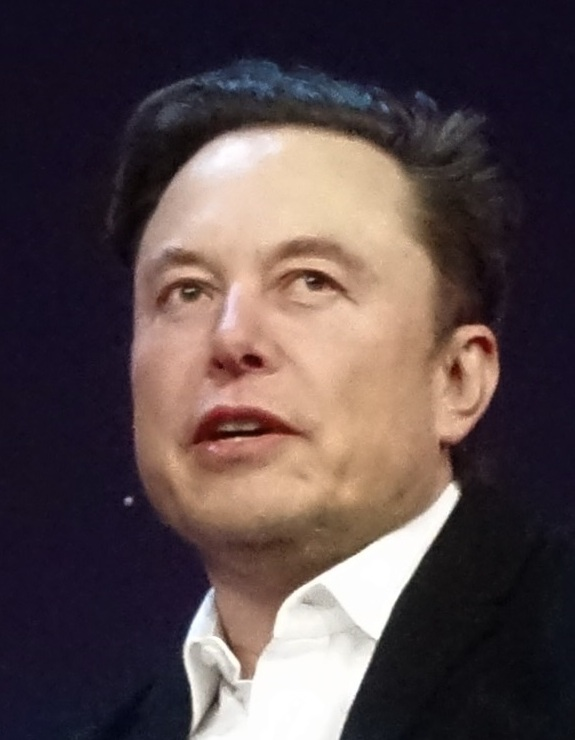
Twitters ägare Elon Musk (2022)

Twitterfilerna (på engelska: the Twitter files) är tusentals interna mejl och meddelanden mellan Twittermedarbetare som rör Twitters beslut att stoppa eller begränsa publicering eller spridning av viss information på bolagets sociala plattform. Interna mejl och meddelanden har läckts i olika omgångar till journalister med början i december 2022, där varje omgång har haft ett eget tema relaterat till hur Twitter begränsat eller stoppat publicering av information, såsom:
- Begränsning av spridning av information som publicerats av New York Post om innehållet i Hunter Bidens, son till USA:s president, laptop.
- Verktyg som Twitter använt för att begränsa synligheten för vissa användarkonton.
- Twitters beslut att stänga av USA:s president Donald Trump från plattformen.
- Stormningen av den amerikanska kongressbyggnaden den 6 januari 2021.
- Twitters kommunikation med och svar på begäran eller förfrågningar från FBI och CIA

Twitters ägare Elon Musk har gett uttryck för att materialet som läckts skulle utgöra bevis för att Twitter ägnat sig åt att begränsa yttrandefriheten. Att Twitter, på uppdrag av statsmakterna, utan att detta föregåtts av domstolsprövning, begränsat eller stoppat publicering eller spridning av viss information menar Musk står i strid med första författningstillägget i USA:s konstitution.
Den amerikanska federala myndigheten Federal Trade Commission har delvis med anledning av den läckta informationen inlett en undersökning mot Twitter om företagets brustit i sin plikt att skydda kundernas personliga integritet. I det amerikanska representanthusets justitieutskott initierades under ledning av republikaner ett underutskott kallat Federala regeringens vapenföring (på engelska: Weaponization of the Federal Government). Underutskottet inledde den första februari 2023 offentliga utfrågningar relaterade till bland annat information som framkommit i Twitterfilerna.